# Dexiosisstele von Sofraz

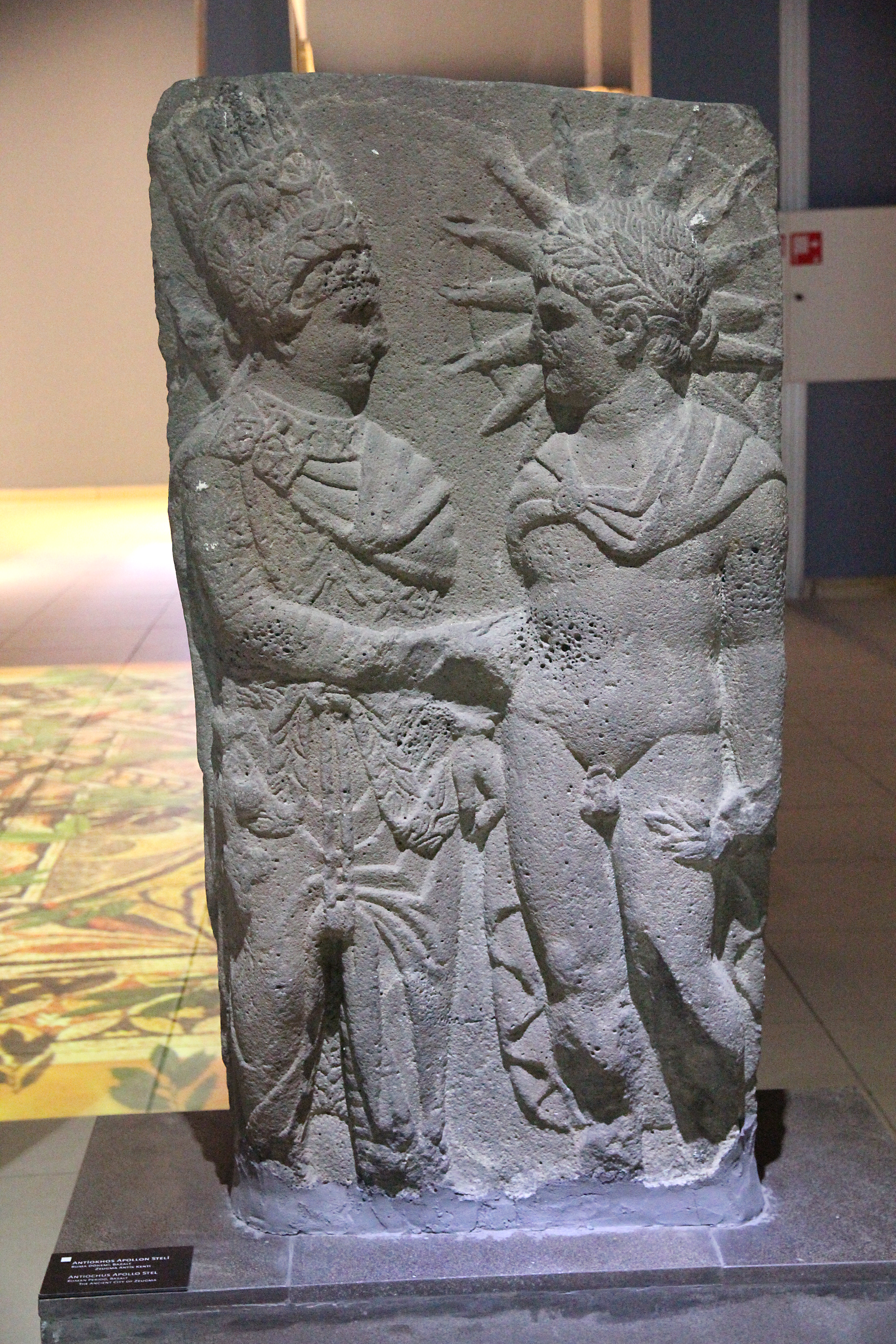
Stele von Sofraz

Die Dexiosisstele von Sofraz ist ein Monument aus dem 1. Jahrhundert v. Chr., das dem antiken Königreich von Kommagene zuzurechnen ist. Es zeigt den dortigen Herrscher Antiochos I. in Dexiosishaltung mit Apollon und trägt auf den Seiten und der Rückseite eine griechische Inschrift des Königs. 

## Fundgeschichte
Die Stele wurde 1973 etwa 300 Meter südöstlich des Dorfes Üçgöz (früher Sofraz) im Landkreis Besni der türkischen Provinz Adıyaman gefunden. Sie kam bei Raubgrabungen in einem Brunnen zutage, der sich am Fuße eines antiken Siedlungshügels befand. Nachdem sie zunächst im Gendarmeriedepot von Besni eingelagert worden war, entdeckte sie dort 1974 der deutsche Archäologe Jörg Wagner. Sie wurde daraufhin ins Archäologische Museum Gaziantep verbracht, heute ist sie im Zeugma-Mosaik-Museum in Gaziantep ausgestellt.
1993 und 2001 wurden unter der Leitung von Fehmi Erarslan, dem Direktor des Archäologischen Museums Adıyaman, in der näheren Umgebung die beiden Tumuli von Sofraz mit zwei römischen Kammergräbern ausgegraben, die ebenfalls der dortigen Siedlung zuzurechnen sind.

## Beschreibung
Die Stele aus Basaltlava ist 1,22 Meter hoch, 0,59 Meter breit und 0,31 Meter tief und verjüngt sich nach unten leicht. Das Relief auf der Vorderseite ist bis zu acht Zentimeter hoch. Abgebildet ist links König Antiochos I., der spätere Erbauer des Hierothesions auf dem Nemrut Dağı. Er ist mit einem gerafften Obergewand in der Art eines Chitons bekleidet, darüber trägt er einen schweren Umhang, der an der rechten Schulter von einer Spange zusammengehalten wird. Außerdem ist er mit dem am Gürtel hängenden Opferdolch ausgestattet sowie mit dem Königsszepter. Von diesem ist hier – vermutlich durch ein Versehen des Steinmetzen – nur die Spitze über der Schulter zu sehen, nicht aber der untere Teil. Am Kopf trägt er die fünfzackige armenische Tiara mit ausgeklappten Laschen, unter denen das königliche Diadem zum Vorschein kommt, sowie ein Halsband. Tiara, Diadem und Halsband zeigen einen zum gegenüberstehenden Gott passenden Schmuck, auf der Kopfbedeckung den Adler und einen Lorbeerkranz, auf Halsband und Diadem weitere Adlerfiguren. Neben dem König steht der Gott Apollon, der ihm die Hand reicht. Er ist nackt bis auf einen die Schultern bedeckenden Umhang. Durch einen Strahlenkranz am Kopf wird er mit dem Sonnengott Helios gleichgesetzt, in der linken Hand hält er ein Bündel Lorbeerzweige.
Die griechische Inschrift zieht sich über die Seitenflächen und die Rückseite der Stele. Darin stellt sich der Verfasser vor als

„Ich, König Antiochos, in Erscheinung tretender gerechter Gott, Freund der Römer und Freund der Griechen, Sohn des Königs Mithridates Kallinikos, Gründer und Wohltäter und erster, der die Kitaris angelegt hat, …“

Mit der Kitaris ist die armenische Königstiara gemeint, die Antiochos von Tigranes II. von Armenien übernahm, nachdem dieser 69 v. Chr. von dem Römer Pompeius besiegt worden war. Im weiteren Text berichtet der König, ebenso wie auf anderen bekannten Königsinschriften aus Kommagene, darunter denen von Samosata, Adıyaman, Arsameia am Nymphaios und der großen Nomosinschrift auf dem Nemrut Dağı, über die Einrichtung von Temene im gesamten Königreich. Diese Kultbezirke waren für die Verehrung der Götter und des göttlichen Königs gedacht. Er gibt auch hier genaue Anweisungen, wann und wie die Kultfeiern stattfinden sollen und legt fest, dass die umliegenden Orte und Ländereien für die Versorgung der Heiligtümer und die Durchführung der Kulthandlungen verantwortlich sind. Den Temenos von Sofraz weiht er dem Apollon und dessen Schwester Artemis. Apollon wird mit dem Beinamen ῾Έπήκοος (der Hilfreiche, Unterstützer) bedacht, während Artemis mit dem Epitheton Δικτύννα genannt wird, unter dem sie in Kreta als Göttin des Wildes bekannt ist. Zum Abschluss verspricht er seinen Nachfahren, solange sie die Feiern ordnungsgemäß durchführen, so mögen ihnen die Götter gewogen sein und ihnen gnädig begegnen. Wer aber den Orten nicht die gebührende Verehrung zukommen lässt oder sie gar schändet oder beschädigt, dem soll das Gegenteil davon zustoßen, und es widerfahre ihnen das, was den Gottesfrevlern widerfährt.

## Hintergrund
Das Königreich von Kommagene lag in einem Spannungsfeld der damaligen Zeit zwischen dem römischen Reich und dem Partherreich. Antiochos bezeichnet sich als Freund der Römer und der Griechen. Der Römerfreundschaft verdankte er, dass er nach der Niederlage der Armenier bei Tigranokerta 69 v. Chr. mit römischem Einverständnis seinen vordem von Armenien abhängigen Herrschaftsbereich behalten konnte und sich als Nachfolger Tigranes’ mit der armenischen Tiara schmücken durfte. Die Freundschaft zu den Griechen begründet sich in seiner angenommenen Abstammung von dem Makedonen Alexander. Dass er sich in dieser Inschrift im Unterschied zu den meisten anderen seiner Königsinschriften als König (βασιλεὺς) und nicht als Großkönig (βασιλεὺς μέγας) bezeichnet, belegt, dass es sich um eine der ersten dieser Inschriften handeln muss. Den Grundstein zu dem von ihm gegründeten Königskult mit über das Reich verteilten Heiligtümern, der mit dem monumentalen Hierothesion auf dem Nemrut Dağı seinen Höhepunkt erreichen sollte, hatte er aber schon gelegt. Jedoch ist von dem späteren Synkretismus, der Vereinigung von westlicher und östlicher Religion und Abstammung, hier noch nichts zu erkennen. Apollon ist hier einzig der griechisch-römische Gott, die spätere Gleichsetzung mit Mithras findet noch nicht statt. Auch ist der Gott nicht, wie bei späteren Reliefs, als Mithras gekleidet, sondern in griechischer Tradition nackt dargestellt. In der Hand hält er Lorbeerzweige, nicht wie später das altpersische Barsom. Daraus ergibt sich die Bedeutung der Stele für die Wissenschaft. Sie kann als Beleg angesehen werden, dass der synkretistische Königskult des Antiochos nicht, wie beispielsweise von Helmut Waldmann angenommen, bereits von seinem Vater Mithridates eingeführt wurde, sondern erst von Antiochos selbst. Auch die Annahme Waldmanns, dass auf den früheren Dexiosisreliefs, beispielsweise in Arsameia, nicht Antiochos, sondern der Vater Mithridates abgebildet sei, wird hiermit widerlegt, da die vorliegende Stele älter als die fraglichen Darstellungen ist und im Text der Gezeigte eindeutig als Antiochos bezeichnet ist.